# Evelyn Blackwood
Evelyn Blackwood é uma antropóloga americana que desenvolve pesquisas nas áreas de gênero, sexualidade, identidade e parentesco. Ela foi agraciada com o Prêmio Ruth Benedict em 1999, 2007 e 2011. Blackwood é professora emérita de antropologia na Universidade Purdue.

## Carreira
Evelyn Blackwood graduou-se em psicologia no The King's College, em Nova York. Posteriormente, concluiu seu mestrado em antropologia na Universidade Estadual de São Francisco e o doutorado na Universidade Stanford, em 1993. Foi professora assistente na Universidade Purdue entre 1994 e 2000, professora associada entre 2000 e 2010 e professora titular entre 2010 e 2017. Atualmente, é professora emérita na mesma universidade. Blackwood, que é lésbica, desenvolve trabalhos sobre as relações entre gênero, sexualidade, identidade e parentesco em diferentes sociedades e culturas na Sumatra Ocidental, Indonésia e Estados Unidos.
Foi agraciada com uma bolsa de estudos sênior do Programa Fulbright em 2001 e com outra bolsa do Programa Martin Duberman em 2007 (Centro de Estudos LGBTQ, Universidade da Cidade de Nova York) pela sua pesquisa sobre sexualidade e identidade na Indonésia e no Sudeste Asiático. Suas pesquisas resultaram em diversas publicações, incluindo a monografia Falling into the Lesbi World: Desire and Difference in Indonesia (2010), que recebeu o Prêmio Ruth Benedict em 2011.
Suas pesquisas atuais combinam antropologia e história para “explorar a construção e a negociação da identidade, individualidade e sexualidade entre baby boomers nos Estados Unidos, com foco em mulheres da primeira geração de lésbicas ‘assumidas’ na área da Baía de São Francisco na década de 1970”.

## Prêmios e reconhecimento
- Prêmio Ruth Benedict de 1999, pelo trabalho Female Desires: Same Sex Relations and Transgender Practices Across Cultures[6]
- Bolsa de estudos pelo Programa Fulbright, em 2011[4]
- Bolsa de estudos pelo Programa Martin Duberman, em 2007[5]
- Prêmio Ruth Benedict de 2007, como co-editora de Women’s Sexualities and Masculinities in a Globalizing Asia[6]
- Prêmio Ruth Benedict de 2011, pela monografia Falling into the Lesbi World: Desire and Difference in Indonesia[2]

## Obras selecionadas

### Artigos
- Blackwood, Evelyn (1998). "Tombois in West Sumatra: Constructing Masculinity and Erotic Desire". Cultural Anthropology. 64 (4): 491–521. doi:10.1525/can.1998.13.4.491. JSTOR 656570.
- Blackwood, Evelyn (2005). "Gender Transgression in Colonial and Postcolonial Indonesia". The Journal of Asian Studies. 64 (4): 849–879. doi:10.1017/S0021911805002251. JSTOR 25075902.
- Blackwood, Evelyn (2005). "Wedding Bell Blues: Marriage, Missing Men, and Matrifocal Follies". American Ethnologist. 32 (1): 3–19. doi:10.1525/ae.2005.32.1.3. JSTOR 3805140.
- Blackwood, E. (2007). "Regulation of sexuality in Indonesian discourse: Normative gender, criminal law and shifting strategies of control". Culture, Health and Sexuality. 9 (3): 293–307. doi:10.1080/13691050601120589. PMID 17457732. S2CID 11761085.
- Blackwood, Evelyn (2009). "Trans identities and contingent masculinities: Being tombois in everyday practice". Feminist Studies. 35 (3): 454–480. JSTOR 40608385.

### Livros
- Webs of Power: Women, Kin, and Community in a Sumatran Village. Rowman & Littlefield Publishing. 2000. ISBN 978-0847699117.
- Falling into the Lesbi World: Desire and Difference in Indonesia. University of Hawaii Press. 2010. ISBN 978-0824834425.

### Antologias
- Blackwood, Evelyn; Wieringa, Saskia, eds. (1999). Female Desires: Transgender Practices Across Cultures. Columbia University. ISBN 978-0231112604.
- Blackwood, Evelyn; et al., eds. (2007). Women's Sexualities and Masculinities in a Globalizing Asia (Comparative Feminist Studies). Palgrave Macmillan. ISBN 978-1403977687.
- Blackwood (2017). Blackwood, Evelyn; Stockard, Janice E. (eds.). Cultural Anthropology: Mapping Cultures across Time and Space. San Francisco: Wadsworth Publishing. ISBN 978-1305863026.